# تینگاندوگو
تینگاندوگو شهری در شهرستان کومبیسیری در استان بازگا در بورکینافاسوی مرکزی است و جمعیت آن ۸۰۵ نفر است.